# Estadio Nacional de Rugby Arcul de Triumf
El Estadio Nacional de Rugby Arcul de Triumf (en rumano: Stadionul Naţional Arcul de Triumf ) es un estadio de usos múltiples ubicado en la ciudad de Bucarest, Rumania. Actualmente se utiliza principalmente para partidos de rugby y fútbol.
El estadio está lleno de historia de rugby rumano y fútbol. Se encuentra en el antiguo emplazamiento de los campos de juego de su federación, donde entró el deporte al país en el siglo XX.
Entre 2008 y 2013, el estadio fue renovado y ampliado a 5500 asientos de capacidad con la ayuda del ayuntamiento del Sector. 
El 25 de octubre de 2018 se iniciaron las obras de demolición del viejo estadio. El nuevo estadio se completó en el verano de 2021, con capacidad para 7500 espectadores.

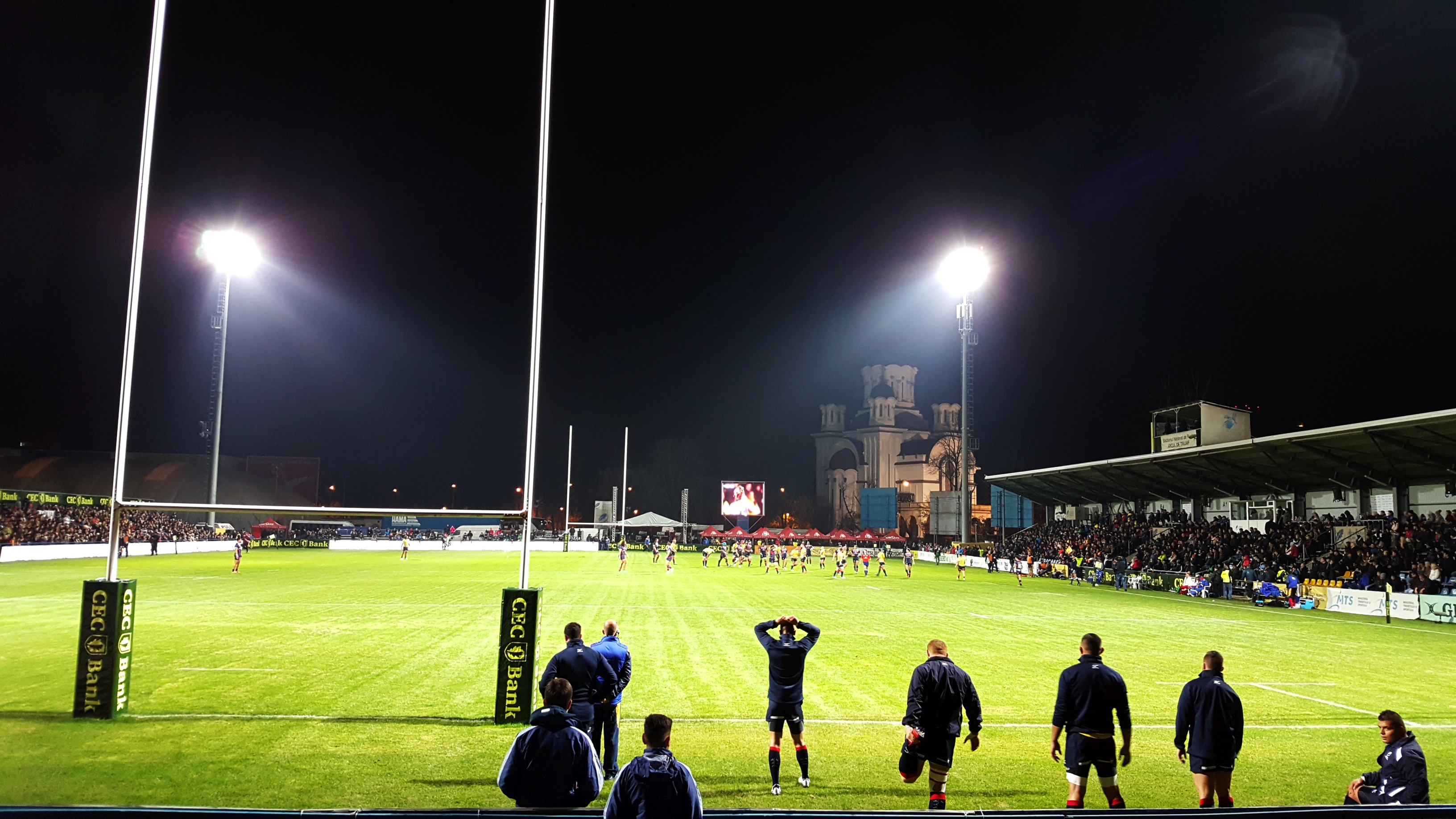
Antiguo estadio demolido en 2018